# Mundo Novo (Goiás)
Mundo Novo é um município brasileiro do estado de Goiás.

## Geografia
Localiza-se a uma latitude 13º46'34" sul e a uma longitude 50º16'52" oeste, estando a uma altitude de 263 metros. Sua população segundo o CENSO IBGE 2022 foi de 6 189 habitantes.

## História
As origens de Mundo Novo remontam à fazenda Nossa Senhora Aparecida, cuja formação deu-se por volta de 1960. O proprietário da fazenda era Valentim Lourenço, natural do estado de São Paulo. Quando foi adquirida, a fazenda já dispunha de um campo de pouso. Por volta de 1963, Valentim Lourenço disponibilizou onze alqueires das terras da fazenda para a formação do povoado, dividindo-os em lotes, o que acabou atraindo outros pioneiros, lavradores, fazendeiros e comerciantes, entre os quais estavam Gabriel Falchi, Wanderval de Faria, José Lau, Alexandrino Borges, Salvador Sgamatt, José Coelho de Almeida e Adãozinho, figuras notáveis da localidade.
Também foram registradas invasões e ocupações irregulares, que contribuíram para a formação de um núcleo populacional desordenado, o qual foi integrado legalmente às áreas loteadas.
No início da década de 1980, encerrou-se o processo de emancipação política da cidade, através da Lei Estadual nº 8.849/1980.

## Prefeitos
- Valentim Lourenço (1980-1988);
- Jair Ferreira Bessa (1989-1992);
- Carlos Osário Lacerda (1993-1996);
- Guilhermino Ribeiro de Azambuja (1997-2000);
- Nelson Corrêa de Menezes (2001-2004);
- Maria Beatriz Alves de Azambuja (Bia) (2005-2008);
- Elvilásio Limiro de Lima (2009–2012);
- Helcio Alves de Oliveira (2013-2016);
- Hélcio Alves de Oliveira (2017-2020);
- Marlene Lourenço (2021-).

## Hidrografia
- Rio Crixás-Açu
- Ribeirão Palmeiral
- Córrego Jabuti
- Córrego Tartaruga
- Rio Crixás-Mirim
- Rio Facão
- Córrego São Jorge